# Марія де Медейруш
Марі́я де Меде́йруш (19 серпня 1965, Лісабон,Португалія) — португальська акторка, режисерка, сценаристка і операторка. Одна з найкращих португальських акторок.

## Життєпис
Закінчила Вищу національну консерваторію драматичного мистецтва.
У 1994 році за роль у фільмі «Два брата і сестра» отримала Кубок Вольпі за найкращу жіночу роль Венеційського кінофестивалю.

## Вибіркова фільмографія
Акторка
- 1981 : «Сильвестр»
- 1993 : «Золоті яйця»
- 1994 : «Кримінальне чтиво»
- 2001 : «Марсіанська одіссея»
- 2003 : «Моє життя без мене»
- 2007 : «Курча з чорносливом» — Фарінгіс
- 2012 : «Банда Йотаса»
- 2014 : «Пазоліні»
- 2016 : «Син Йосипа»
- 2016 :100 метрів

Режисерка
- 2012 «Невидимий світ»
- 2004 «Ласкаво просимо до Сан-Паулу»
- 2000 «Капітани квітня»

Сценаристка
- 2012 «Невидимий світ»
- 2000 «Капітани квітня»